# Bioprospectie
Bioprospectie (Engels: bioprospecting) is het systematisch onderzoeken van biodiversiteit – zoals  planten en micro-organismen – om stoffen of genetische bronnen te ontdekken die nuttig zijn voor de ontwikkeling van nieuwe geneesmiddelen, biochemicaliën of andere commercieel waardevolle producten. Bioprospectie is een belangrijke ontdekkings- en commercialiseringsstrategie van diverse industrieën, met name de farmaceutische industrie. Bijna een derde van alle geneesmiddelen die tussen 1980 en 2015 op de markt zijn gebracht, zijn uit de natuur afgeleide stoffen.
Diverse planten, schimmels, bacteriën en mariene organismen worden tijdens bioprospectie onderworpen aan zogenaamde screenings. Dit zijn uitgebreide extractie- en karakterisatieprocedures die onderzoekers in staat stellen om nieuwe natuurproducten te isoleren en identificeren. Hiervoor wordt veldonderzoek verricht in ecologisch rijke gebieden zoals regenwouden, vaak in partnerschap met lokale organisaties. Interessante soorten kunnen voor een screening worden geselecteerd op basis van ecologische, etnobiologische of metagenomische informatie.
Wanneer de natuurlijke hulpbronnen of inheemse kennis op onethische wijze worden toegeëigend of commercieel worden geëxploiteerd zonder een eerlijke compensatie te bieden, spreekt men van biopiraterij. Er zijn verschillende internationale verdragen gesloten om landen rechtsmiddelen te bieden ter bestrijding van biopiraterij, en om commerciële actoren rechtszekerheid te bieden voor investeringen. Vermeldenswaard is het Nagoya Protocol, dat door meer dan 140 lidstaten van de VN is ondertekend.